# Parasemia alpicola
Parasemia alpicola är en fjärilsart som beskrevs av Giovanni Antonio Scopoli 1763. Parasemia alpicola ingår i släktet Parasemia och familjen björnspinnare. Inga underarter finns listade i Catalogue of Life.